# Benedikt Jóhannesson
Benedikt Jóhannesson (født 4. maj 1955) er en islandsk forlægger, forretningsmand og politiker. Han er grundlægger af, og tidligere formand for, partiet Reform og var Islands finansminister fra 11. januar 2017 til 30 november 2017.
Benedikt er administrerende direktør for forlaget Heimur, som han stiftede i 2000 og ejer 73,5% af aktierne i. Det udgiver to ugentlige nyhedsbreve om islandsk erhvervsliv og økonomi med titlen Iceland Review.
Han har en ph.d.-grad i statistik og matematik fra Florida State University. og har drevet konsulentfirmaet Talnakönnun (Datanalyse) siden 1983.
Udover sin konsulent- og forlagsvirksomhed har Benedikt siddet i bestyrelsen for en række af Islands største virksomheder og udgivet en novellesamling.
I juni 2014 grundlagde han det liberale og EU-venlige politiske netværk Viðreisn (Genrejsning) efter at have forladt Selvstændighedspartiet. Netværket blev omdannet til et politisk parti 24. maj 2016 med Benedikt som formand. Det har valgt Reform som sit officielle navn på dansk.
Benedikt blev valgt til Altinget for partiet i 2016, men opnåede ikke genvalg ved altingsvalget 2017.
Godt to uger før valget i 2017 afgik Benedikt den 12. oktober som leder af Reform på grund af partiets dårlige meningsmålinger.